# 베네치아 광역시

베네치아 광역시의 위치

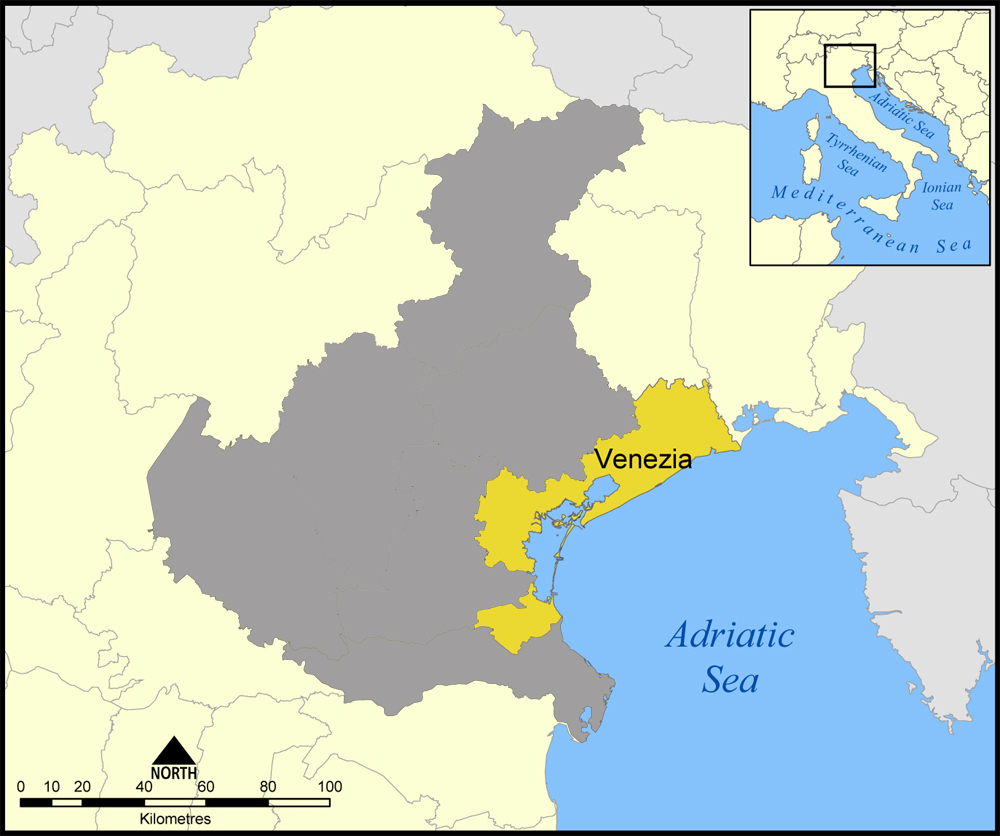
베네토 주와 베네치아 광역시

베네치아 광역시(이탈리아어: Città Metropolitana di Venezia)는 이탈리아의 베네토주에 위치한 광역시로, 중심 도시는 베네치아이며, 면적은 2,472.9 km2, 인구는 85만4434 명(2016년 9월 말 기준)이다.
2015년 1월 1일을 기해 실시된 행정 구역 개편에 따라 베네치아도에서 베네치아 광역시로 개편되었다.

## 같이 보기
- 베네치아도